# Noriko Hidaka
Noriko Hidaka (日高  のり子 Hidaka Noriko?, Chiyoda, Tokio, 31 de mayo de 1962) es una reconocida actriz, seiyū, cantante y narradora japonesa, actualmente afiliada a Combination. Su nombre de nacimiento es Noriko Nagai (永井 範子 Itō Noriko?). 
Hidaka es conocida por interpretar las voces de Minami Asakura en Touch, Akane Tendo en Ranma ½, Satsuki Kusakabe en Tonari no Totoro, Jean Roque Raltique en Fushigi no Umi no Nadia, Near en Death Note, Seta Sōjirō en Rurouni Kenshin, Kikyō en InuYasha, Noriko Takaya en Gunbuster y Masumi Sera en Detective Conan.
También es la actriz de doblaje de Jayma Mays en la serie de televisión estadounidense Glee, así como en la serie de películas Los Pitufos.

## Carrera
Hidaka nació en el área de Kudan en Chiyoda, Tokio. Donde asistió a la Escuela Primaria Fujumi. Sus padres eran propietarios de una tienda de ropa de estilo occidental llamada "Tailor Itō".
Hidaka empezó su carrera como una fan, aunque rápidamente comienza su carrera como seiyu. Esto fue posible ya que fue contratada por la empresa de talentos 81 Produce. Ella originalemte escribe su nombre utilizando un variante del kanji 日髙 (notar que el segundo kanji es diferente). Cambió al uso 日髙, alrededor de 1995 cuando ella vio que la mayoría de los objetos y cosas se escribían de esta forma y después cuando sus amigos le recomendaran que el kanji lo hiciera de una forma más simple de escribirlo y pronunciarlo. Sus fanes le dieron el nombre de Nonko (ノン子), como apodo.
En 1982, durante su tiempo de un fan destacado entre muchos, Noriko aparecería en la televisión japonesa en un comercial de Nivea (Skin Milk).
En 1991, junto con Kōichi Yamadera y Toshihiko Seki, formaron la unidad de actuación "Banana Fritters", que se disolvió cuatro años más tarde, en 1995.

## Anime
Lista alfabética en cada sección.

### Animes de TV
- Akazukin Chacha (Shiine-chan)
- Anime Sanjushi (Constance)
- Anpanman (Cream Puff-Hime, Champignon Prince, Princess Aurora, Prince Momiji, Princess Akoya, Mocchi-kun, Cake-chan)
- Aoki Densetsu Shoot! (Kazumi Endō)
- Bakusou Kyoudai Let's & Go!! MAX (Yasuya Ichimonji)
- B't X (María)
- City Hunter (Megumi)
- City Hunter 2 (Mitsuko Shimizu)
- Croquette! (Anchovie)
- Death Note (Near)
- Detective Conan (Masumi Sera)
- Di Gi Charat (Di Gi Charat's Mama)
- Eizōken ni wa Te wo Dasu na! (Madre de Tsubame)
- Fushigi no Umi no Nadia (Jean Roque Raltique)
- Harimogu Harly (Harly)
- Honō no Tōkyūji: Dodge Danpei (Danpei Ichigeki)
- Hunter x Hunter (2011) (Shalnark)
- Ichigo 100% (Madre de Yui)
- I'm Gonna Be An Angel! (Mamá)
- Inukami! (Baba)
- InuYasha e  InuYasha Kanketsu-hen  (Kikyō)
- Jujutsu Kaisen (Yuki Tsukumo)
- Kindaichi Case Files (Natsume Hanamura, Aoi Hanamura, Mizuho Tsuzuki, Yoko Katori, Shizuka Kisaragi)
- Komi-san wa, Komyushō desu. (Narración)
- Kusuriya no Hitorigoto (Fengming)
- Little Witch Academia (Ursula/Shiny Chariot)
- Major 1st Season (Chiaki Honda)
- Mix (Punch, narradora)
- Montana Jones (Kuro)
- Nanami-chan (Yōko Aoba)
- Ochame na Butago: Kurea Gakuin Monogatari (Patricia Sullivan)
- Omakase Scrappers (Sayuri Tachibana)
- One Piece (Belle-Mère)
- Parasol Henbē (Megeru)
- Psycho-Pass (Dominator)
- Ranma ½ (Akane Tendo)
- Rockman EXE (Ms. Mariko Ōzono, Shuryou)
- Rockman EXE AXESS (Ms. Mariko Ōzono, Yuriko Ōzono)
- Rockman EXE Stream (Ms. Mariko Ōzono, Yuriko Ōzono)
- Rurouni Kenshin (Seta Sōjirō)
- Samurai Champloo (Yatsuha)
- Shōjo Kakumei Utena (Tokiko Chida)
- Super Dimensional Cavalry Southern Cross(debut) (Musicaa)
- Suite PreCure (Aphrodite)
- The Snow Queen (Nina)
- Senki Zesshou Symphogear XV (Shem Ha)
- Soar High! Isami (Sōshi Yukimi)
- Tenkū no Escaflowne (Eria)
- T.P. Pon (Yumiko Yasugawa)
- Touch (Minami Asakura)
- Tsuide ni Tonchinkan (Amago Shirai)
- Zoids: Guardian Force (Riize)
- Mushrambo (Mushra)
- Sonic X (Helen)
- Love Live! (Temporada 1 y 2) (Directora Minami)
- Higurashi no Naku Koro Ni Gou ("Eua")
- Higurashi no Naku Koro Ni Sotsu ("Eua")
- The Adventures of Peter Pan (Peter Pan)
- Wake Up, Girls! (Junko Tange)
- Watashi no Shiawase na Kekkon (Sumi Saimori)
- Yashahime: Princess Half-Demon (Kikyo, (como el Espíritu del Árbol de las Edades))

### OVAs
- Blazing Transfer Student (Yukari Takamura)
- The Hakkenden (Shinbei Inue)
- OVAs de Ranma ½ (Akane Tendō)
- Legend of the Galactic Heroes (Therese Wagner)
- Shinesman (Riko Hidaka / Shinesman Salmon Pink)
- Salamander (Stephanie)
- Spirit of Wonder (China)
- Top wo Nerae! (Noriko Takaya)
- Baoh (Sumire)
- OVAs de Inuyasha (Kikyo)

### Películas
- Doraemon: Nobita and the Knights on Dinosaurs (Low)
- The Prince of Darkness (Martian Successor Nadesico) (Makibi Hari)
- Mi vecino Totoro (Satsuki Kusakabe)
- Pokémon: El Destino de Deoxys (Tory)
- Películas de Ranma ½ (Akane Tendō)
- Peliculas de Touch (Minami Asakura)
- A Wind Named Amnesia (Lisa)
- Soreike! Anpanman: Baikinman no gyakushuu (Yaada-hime)
- Gunbuster vs. Diebuster como Noriko Takaya
- Películas de Inuyasha (Kikyo)
- Psycho-Pass: la película como Dominator

## Videojuegos
- Black Matrix (Domina)
- Croquette! 2: Yami no Bank to Ban Joō (Anchovie)
- Croquette! 3: Guranyū Ōkoku no Nazo (Anchovie)
- Croquette! Great: Jikū no Bōken-tachi (Anchovie)
- Croquette! DS: Tenkū no Yūsha-tachi (Anchovie, Sardine)
- Grandiavideojuego (Feena)
- Minna no Golf Portable (Sagiri)
- Idol Janshi Suchie Pai (Kotori Ninomiya)
- Inu-Yasha series (Kikyō)
- Neon Genesis Evangelion: Eva and Good Friends (Noriko Takaya, Jean-Roque Raltique)

Nota: Este fue un videojuego que sirvió como una colaboración entre Evangelion y otras series creadas por Hideaki Anno y Gainax.
- Panther Bandit (Kasumi)
- Puyo Puyo CD (Panotti)
- Puyo Puyo CD Tsū (Panotti)
- Ranma ½ series (Akane Tendo)
- Rumble Roses (Reiko Hinomoto)
- Sakura Wars (Erica Fontaine)
- Super Robot Wars (Noriko Takaya, Miina Raikuringu, Lenii Ai, Makibi Hari)
- Tales of the World: Narikiri Dungeon 2 (Thanatos)
- Tengai Makyou III (Iyo)
- Última: Kyōfu no Exodus (voz de introducción en el juego)
- Wonder Project J: Kikai no Shōnen Pīno (Pīno)
- Wonder Project J2: Koruro no Mori no Josette (Josette)
- Yukiwari no Hana (Kaori Sakuragi)
- Zoids vs. (Atorē Arcadia, Riize)
- Rumble Roses. (Reiko Hinomoto)

## Programas de Televisión

### Papeles importantes
- 'Bakeruno Shōgakkō Hyūdoro-gumi
- Battle Fever J
- Let's Go Young
- Minna Ikiteiru
- Ohayou Studio
- Shin Afternoon Show 1987
- Tamiya RC Car Gran Prix
- Zawa Zawa Mori no Ganko-chan

### Papeles como invitado
- Quiz Nattoku Rekishikan
- Run Run Asa 6-sei Jōhō
- Sumai no 110-ban
- Tochūgesha Junjō
- Sore ga Seiyuu

## Radio
- Asakura Minami no All Night Nippon - 29 de septiembre de 2004
- Clair de Lune (Banana Fritters)
- Earth Conscious Dream
- Hidaka Noriko no Happy @
- Hidaka Noriko no Tokyo Wonder Jam: Uri! Uri! Urihō!
- KBS Kyoto Hyper Night
  - Hidaka Noriko no Aromatic Night
  - Hidaka Noriko no Hyper Night Getsuyōbi
  - Hidaka Noriko no Hyper Night Kinyōbi
- Nisseki Doyō Omoshiro Radio
- Nonko to Nobita no Anime Scramble
- Nonko's Cheerful Mind "Urara"
- Saturday Tokimeki Station
- Shōfukutei Tsuruko no All Night Nippon

## Roles Teatrales
- Play a Song
- Sakura Taisen Dinner Show (Erica Fontaine)
- Sakura Taisen Kayō Show (Erica Fontaine)
- The Star Spangled Girl

## Roles de Doblaje
- Glee (Emma Pillsbury)
- Hercules (Hestia)
- Super Mario Bros. (Daisy)
- The Iron Giant (Annie Hughes)
- The Smurfs (Grace Winslow)
- The Smurfs 2 (Grace Winslow)

## CD

### Álbumes
- Breath of Air
- Hidaka Noriko Best
- Kazumi (como Kazumi Endō)
- Mega Babe
- Minami no Seishun
- Minamikaze ni Fukarete
- Nonko
- Otakara Song Book
- Paradise
- Personal
- Personal 2
- Ranma ½ Utagoyomi Heisei 3 Nendoban (como Akane Tendo, incluyendo Yasashii, Ii Musume ni Narenai (a.k.a. the "Baka Song"))
- Time Capsule
- Touch in Memory (como Minami Asakura)

### Sencillos
- Anata ga Uchū ～By My Side～
- Ashita he no Tsubasa / Niji no Kanata
- Be Natural / Megami ga Kureta Ichibyō
- Watashi Datte (como Kazumi Endō)

## Libros
- Nonko (ISBN 4-07-225667-6)